# Xian de Keriya
Cette page contient des caractères spéciaux ou non latins. S’ils s’affichent mal (▯, ?, etc.), consultez la page d’aide Unicode.
Pour les articles homonymes, voir Yutian.
Le xian de Keriya (于田县 ; pinyin : Yútián Xiàn ; ouïghour : كېرىيە ناھىيىسى / Keriye Nahiyisi) est un district administratif de la région autonome du Xinjiang en Chine. Il est placé sous la juridiction de la préfecture de Hotan. Son centre commercial et administratif est la ville de Keriya.

## Démographie
La population du district était de 206 728 habitants en 1999.